# Ermita de San Gil

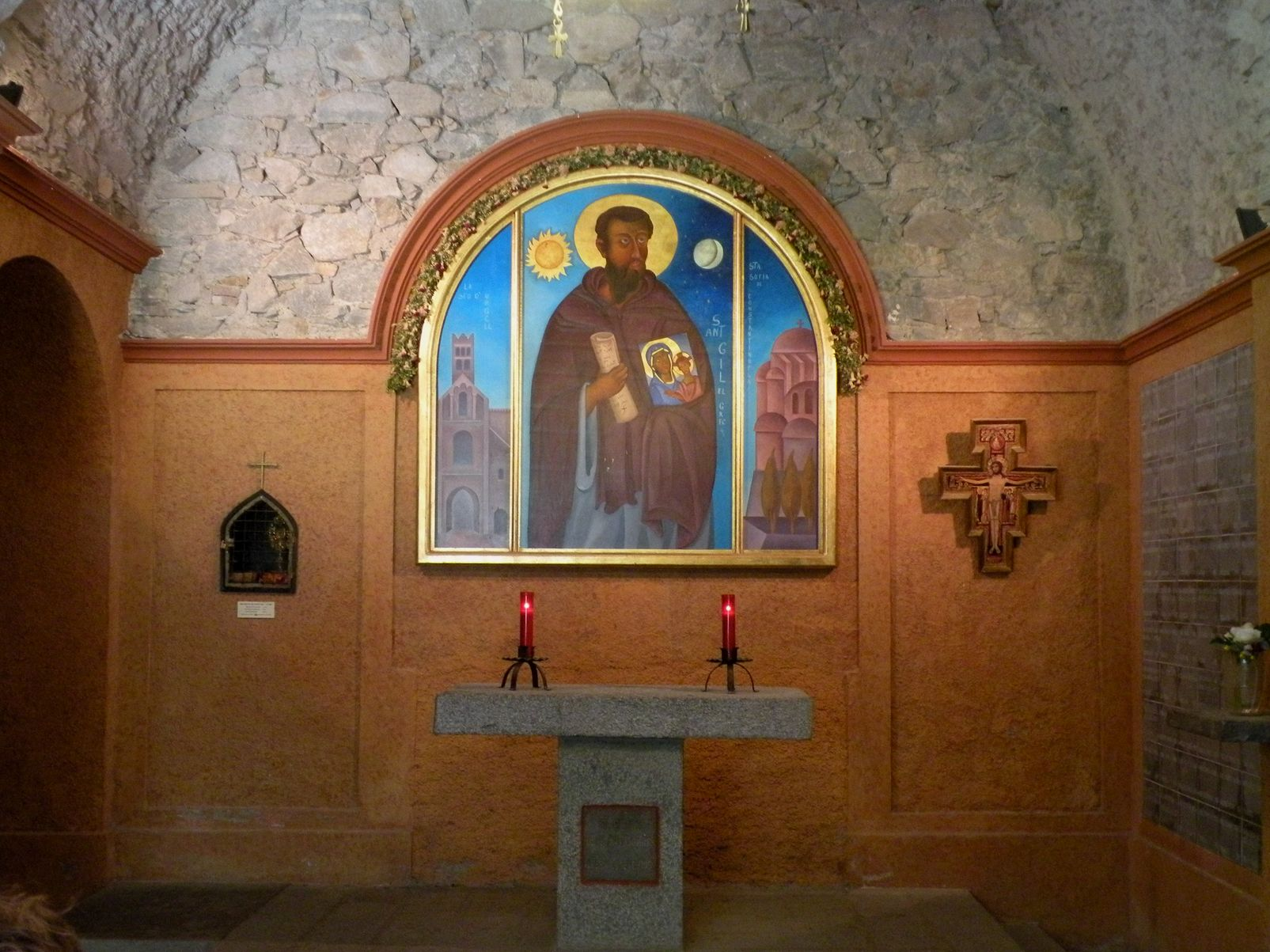
Interior de la ermita

San Gil es una ermita dedicada a san Gil el Eremita, que se encuentra en el santuario de Núria, en el valle de Núria .

## Descripción
En su interior se encuentra un icono de San Gil, obra de F. Roca Bon. También se encuentran, forrando las paredes, las llamadas "baldosas de las Núries", ofrendas votivas de las personas que se llaman Núria. 
Las vidrieras de los tres óculos de la fachada representan la olla, la campana y la cruz, los objetos relacionados con San Gil que se han convertido en símbolos de Núria. 
Junto a ella se encuentra, también, una fuente dedicada al dr. Pere Tarrés . 

## Historia
Según la tradición, se construyó en el año 1615 en el lugar donde fue hallada la imagen de la Virgen María, en recuerdo de la estancia de san Gil en el Valle de Núria alrededor del año 700. 
En los inicios de la guerra civil muchos símbolos eclesiásticos fueron destruidos, entre ellos la ermita, que fue quemada y destruida. En 1951 con una admirable campaña popular, que consistió en enviar cartas a todas las personas que se llamaban Núria para invitarlas a hacer una aportación; a pagar un azulejo o una piedra que llevaría grabado su nombre para la posteridad.De esta forma se consiguió los fondos para la rehabilitación. Ciertamente, hubo una colaboración masiva, incluso los medios de comunicación participaron en la difusión de la campaña. Con la recuperación de la capilla de Sant Gil, Núria reencontraba uno de los espacios que formaban parte de su paisaje simbólico y mítico.
En 1999 se hizo la última restauración. A raíz de estas restauraciones, se incorporaron la puerta adovelada y la reja de la antigua iglesia del santuario de Núria, la anterior a la actual. 
Cada 1 de septiembre, la ermita de san Gil es el centro de la celebración de la fiesta de este santo, presidida por el Obispo de Urgell. 